# Ion Roată (Ialomița)
Ion Roată è un comune della Romania di 3 553 abitanti, ubicato nel distretto di Ialomița, nella regione storica della Muntenia.
Il comune è formato dall'unione di due villaggi: Broșteni e Ion Roată.